# Verizon Ladies First Tour
Verizon Ladies First Tour – trasa koncertowa amerykańskich piosenkarek rhythm and bluesowych Beyoncé Knowles i Alicii Keys oraz raperki Missy Elliott z gościnnym udziałem Tamii, kanadyjskiej wokalistki. Odbyła się w 2004 roku i objęła Amerykę Północną. Współsponsorami trasy byli: Steve Madden i L’Oréal.

## Lista utworów

### Tamia
1. „So Into You”
2. „Questions”
3. „Imagination”
4. „Stranger in My House”
5. „Officially Missing You”
6. „You Put a Move on My Heart"

### Missy Elliott
1. „Let Me Fix My Weave”
2. „Get Ur Freak On”
3. „One Minute Man”
4. „Pass That Dutch”
5. „Work It”
6. „She's a Bitch”
7. „Pussycat”
8. „I'm Really Hot”
9. Supa Dupa Fly Medley:
  1. „Hit Em wit da Hee”
  2. „Sock It 2 Me”
  3. „Beep Me 911”
  4. „The Rain"

### Alicia Keys
1. „Harlem's Nocturne” (instrumentalne wprowadzenie)
2. „Karma”
3. „Heartburn”
4. „A Woman's Worth”
5. „Rock wit U”
6. „Butterflyz”
7. „If I Ain't Got You”
8. „Apache” (instrumentalne wprowadzenie)
9. „Girlfriend”
10. „Slow Down”
11. „Fallin'”
12. „How Come U Don't Call Me Anymore?”
13. „Diary”
14. „You Don't Know My Name"

### Beyoncé Knowles
1. „Baby Boy”
2. „Naughty Girl”
3. „Me, Myself and I”
4. „Say My Name”
5. DC Medley:
  1. „Independent Women Part I”
  2. „Bootylicious”
  3. „Say My Name”
  4. „’03 Bonnie & Clyde”
  5. „Jumpin’, Jumpin’”
  6. „Survivor”
6. „Hip Hop Star”
7. „Gift from Virgo”
8. „Be with You”
9. „Speechless”
10. „Summertime”
11. „Dangerously in Love 2”
12. „Crazy in Love”

## Daty koncertów
| Data             | Miasto          | Kraj              | Obiekt                     |
| ---------------- | --------------- | ----------------- | -------------------------- |
| 12 marca 2004    | Fort Lauderdale | Stany Zjednoczone | BankAtlantic Center        |
| 14 marca 2004    | Nowy Orlean     | Stany Zjednoczone | New Orleans Arena          |
| 15 marca 2004    | Dallas          | Stany Zjednoczone | American Airlines Center   |
| 17 marca 2004    | San Antonio     | Stany Zjednoczone | SBC Center                 |
| 18 marca 2004    | Houston         | Stany Zjednoczone | Reliant Stadium 1          |
| 21 marca 2004    | Greensboro      | Stany Zjednoczone | Greensboro Coliseum        |
| 23 marca 2004    | Filadelfia      | Stany Zjednoczone | Wachovia Center            |
| 24 marca 2004    | Boston          | Stany Zjednoczone | TD Banknorth Garden        |
| 26 marca 2004    | Hampton         | Stany Zjednoczone | Hampton Coliseum           |
| 27 marca 2004    | Charlotte       | Stany Zjednoczone | Charlotte Coliseum         |
| 28 marca 2004    | Atlanta         | Stany Zjednoczone | Philips Arena              |
| 30 marca 2004    | Cleveland       | Stany Zjednoczone | Gund Arena                 |
| 1 kwietnia 2004  | Minneapolis     | Stany Zjednoczone | Target Center              |
| 2 kwietnia 2004  | Rosemont        | Stany Zjednoczone | Allstate Arena             |
| 3 kwietnia 2004  | Detroit         | Stany Zjednoczone | The Palace of Auburn Hills |
| 6 kwietnia 2004  | Pittsburgh      | Stany Zjednoczone | Mellon Arena               |
| 9 kwietnia 2004  | Hartford        | Stany Zjednoczone | Hartford Civic Center      |
| 10 kwietnia 2004 | Uniondale       | Stany Zjednoczone | Nassau Coliseum            |
| 11 kwietnia 2004 | Waszyngton      | Stany Zjednoczone | MCI Center                 |
| 12 kwietnia 2004 | Nowy Jork       | Stany Zjednoczone | Madison Square Garden      |
| 15 kwietnia 2004 | Phoenix         | Stany Zjednoczone | US Airways Center          |
| 16 kwietnia 2004 | Las Vegas       | Stany Zjednoczone | Mandalay Bay Events Center |
| 17 kwietnia 2004 | Anaheim         | Stany Zjednoczone | Honda Center               |
| 18 kwietnia 2004 | Oakland         | Stany Zjednoczone | Oracle Arena               |
| 19 kwietnia 2004 | Anaheim         | Stany Zjednoczone | Honda Center               |

1 Podczas tego koncertu wystąpiła wyłącznie Beyoncé (Tamia jako support).

## Box office
| Obiekt                     | Miasto    | Bilety sprzedane / dostępne | Dochód     |
| -------------------------- | --------- | --------------------------- | ---------- |
| Reliant Stadium            | Houston   | 71,500 / 71,500 (100%)      | $5.429.275 |
| Arrowhead Pond of Anaheim  | Anaheim   | 18,500 / 18,500 (100%)      | $553.644   |
| Mandalay Bay Events Center | Las Vegas | 11,000 / 11,000 (100%)      | $675.787   |
| W sumie                    | W sumie   | 101,000 / 101,000 (100%)    | $6.458.706 |